# سیارک ۱۵۷۲۴
سیارک ۱۵۷۲۴ (به انگلیسی: 15724 Zille، نامگذاری:1990TW3) پانزده هزار و هفتصد و بیست و چهارمین سیارک کشف شده‌است که در ۱۲ اکتبر ۱۹۹۰ کشف شد.
قدر مطلق سیارک برابر ۱۴٫۴۰ است.